# 터널전

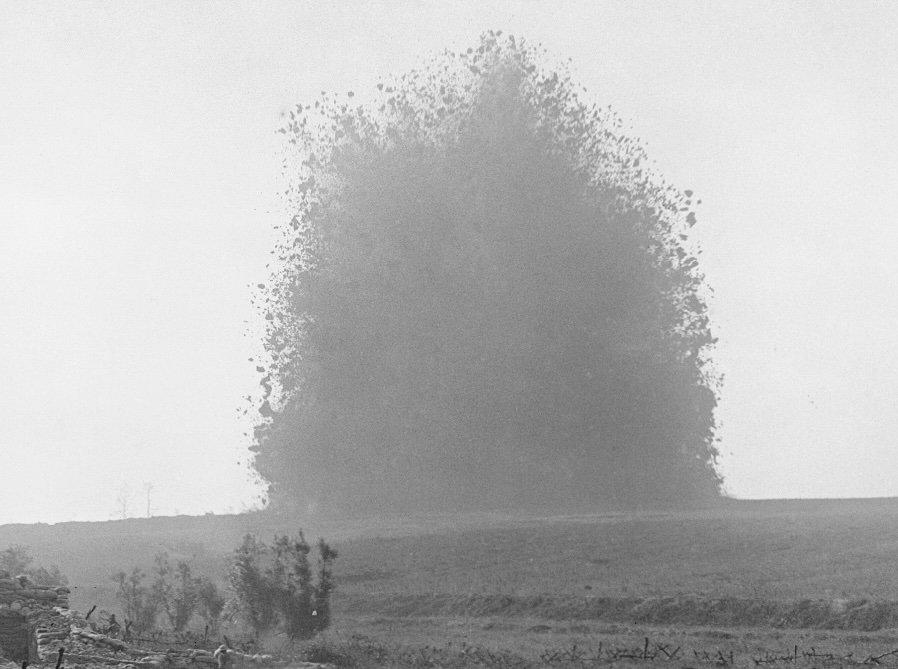
제1차 세계 대전 중 서부 전선에서의 폭발

터널전(Tunnel warfare)은 터널과 기타 지하 공간에서 진행되는 전쟁을 포함한다. 공격이나 방어를 위해 지하시설을 건설하는 경우도 있고, 기존 천연동굴과 인공지하시설을 군사적 목적으로 활용하는 경우도 있다. 터널은 요새를 약화시키고 기습 공격을 위해 적의 영토로 미끄러지는 데 사용될 수 있으며, 매복, 반격 가능성을 생성하고 전장의 한 부분에서 보이지 않고 보호되는 다른 부분으로 군대를 이동시키는 능력을 만들어 방어를 강화할 수 있다. 또한 터널은 적의 공격으로부터 보호소 역할을 할 수 있다.
고대부터 공병은 성벽으로 둘러싸인 도시, 요새, 성 또는 기타 강력하게 방어되고 강화된 군사 위치에 대해 채광을 사용해 왔다. 방어자들은 광부를 공격하거나 그들의 요새를 위협하는 지뢰를 파괴하기 위해 반 지뢰를 파고 있다. 터널은 도시 지역에서 흔히 볼 수 있는 일이기 때문에, 터널 전쟁은 대개 사소한 일이지만 도시 전쟁의 특징인 경우가 많다. 이에 대한 좋은 예는 2015년 3월 반군이 시리아 공군 정보국 본부 아래에 대량의 폭발물을 설치한 알레포의 시리아 내전에서 나타났다.
터널은 좁고 사격장을 제한한다. 따라서 터널에 있는 군대는 일반적으로 한 번에 화재나 시야에 노출되는 구역이 몇 군데밖에 없다. 이것들은 광범위한 미로의 일부일 수 있으며 막다른 골목과 조명이 감소하여 일반적으로 폐쇄된 야간 전투 환경을 만든다.

## 같이 보기
- 소모전
- 지뢰
- 기동전
- 공병
- 공성전
- 참호전